# 羅德納山脈

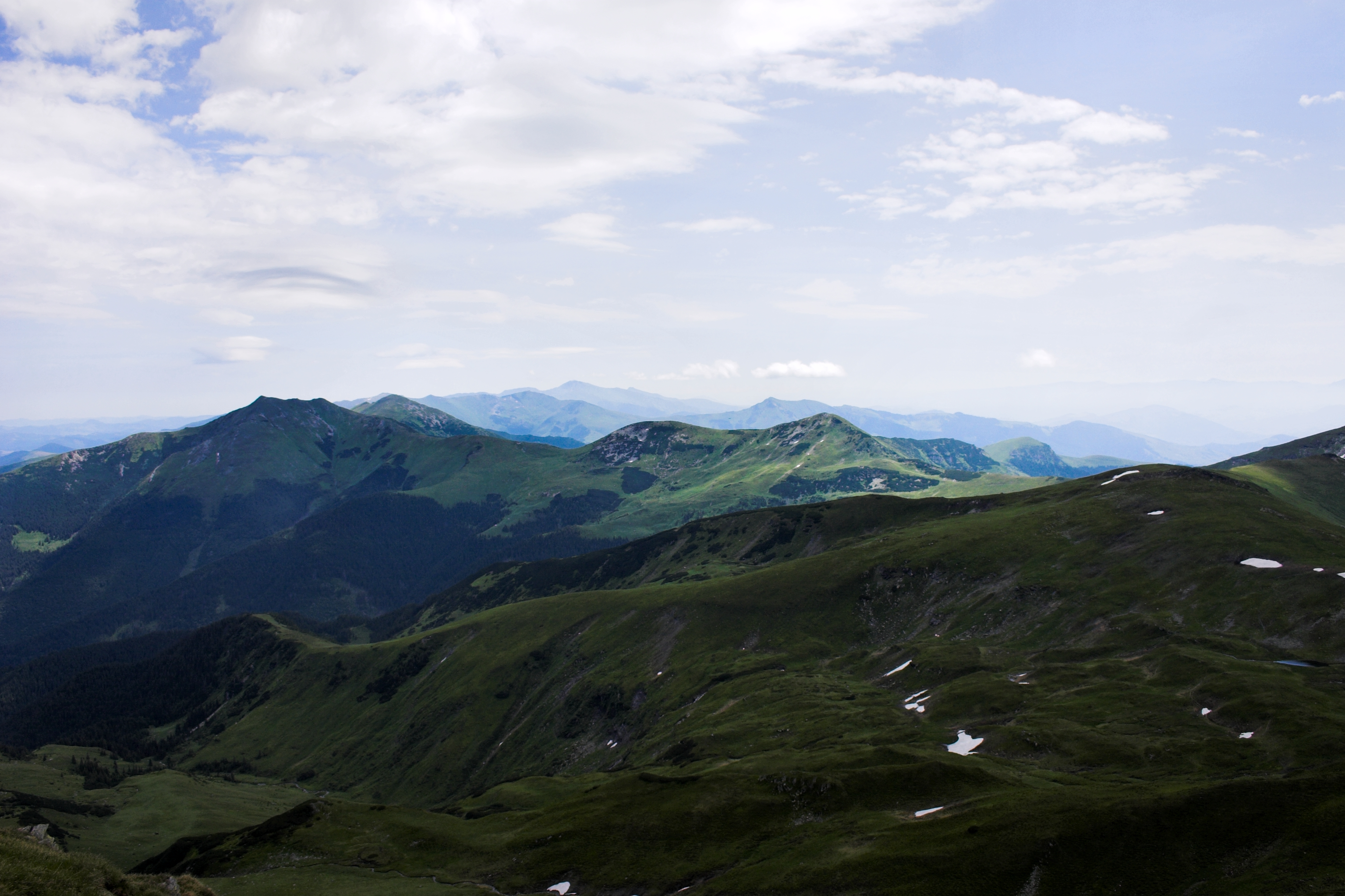

羅德納山脈是羅馬尼亞的山脈，位於該國北部，屬於喀爾巴阡山脈的一部分，毗鄰與烏克蘭接壤的邊境，長50公里、寬30至40公里，面積1,300平方公里，最高點海拔高度2,303米。

## 外部連結
- Pictures and landscapes from Rodna Mountains （页面存档备份，存于）
- Website about the Carpathians Mountains （页面存档备份，存于）
- Website of Rodna Mountains in hungarian （页面存档备份，存于）
- Tourist map of Rodna Mountains
- Rodna - photographs + information in Czech

47°32′17″N 24°41′50″E / 47.53806°N 24.69722°E